# エマニュエル・イモル
エマニュエル・フィリップ・イモル（Emmanuel Philippe Imorou 、1988年9月16日 - ）は、フランス・ブールジュ出身の元プロサッカー選手。現役時代のポジションは、ディフェンダー。

## 経歴
2011年夏、アトレティコ・マドリードに移籍したシルヴィオ・マヌエル・ペレイラの後釜を探していたSCブラガと5年契約を結んだ。しかし負傷のためレギュラー争いから脱落し、ミゲル・ロペスとエルダーソン・エチエジレのバックアップとしてベンチを温める日々が続いた。
結局1年でブラガを退団し、リーグ・ドゥのクレルモン・フットに移籍した。
2014年6月24日、リーグ・アンに昇格したSMカーンに移籍。
2019年9月22日、エヴィアン・トノン・ガイヤールFCに移籍。

## 代表歴
イモル自身はフランス生まれだが、両親がベナン出身の移民であるため、ベナン代表を選択した。アフリカネイションズカップ2010のグループステージ・サッカーモザンビーク代表戦でデビュー。

## タイトル
サークル・ブルッヘ
- エールステ・クラッセB:2017-18